# Солсберійська рівнина
Солсберійська рівнина (англ. Salisbury Plain) — крейдяне плато в південно-західній частині центральної південної Англії, площею 300 квадратних миль (780 км²). Вона є частиною системи крейдяних схилів на всій східній і південній Англії, утвореної скелями групи Chalk, і значною мірою розташована у графстві Вілтшир, а також частково — у Беркширі та Гемпширі.
Рівнина славиться своєю багатою археологією, наприклад, тут знаходиться відомий мегалітичний комплекс Стоунхендж — одна з визначних пам'яток Англії. Рівнина є малонаселеною і є найбільшою залишковою площею вапняних пасовищ у північно-західній Європі. Крім того, рівнина має ріллі та кілька невеликих ділянок букових дерев та хвойних лісів. Її найвища точка — Істон Хілл (англ. Easton Hill).